# Coupe d’Europe 1958/59

Logo CEB (ausrichtender Verband)

Der Coupe d’Europe 1958/59 ist ein Dreiband-Mannschaftsturnier im Karambolagebillardsport. Die 1. Auflage fand vom 20. bis zum 21. Juni 1959 in Paris statt.

## Turniermodus
Gespielt wurde ein Halbfinale mit vier Mannschaften mit Hin- und Rückspiel.

## Geschichte
Für das Halbfinale hatten sich vier Mannschaften qualifiziert. Die Biljartvereniging Rotterdam hat aber das Halbfinale gegen den Billar Club de Barcelona sehr kurzfristig abgesagt. Dadurch war Barcelona sofort für das Finale qualifiziert.

## Halbfinale

### Halbfinale 1 (Hinspiel) am 10. Mai 1959 in Antwerpen
| Spiel | Name                                                | PP | Pkt. | Aufn. | ED    | HS |
| ----- | --------------------------------------------------- | -- | ---- | ----- | ----- | -- |
| 1     | René Vingerhoedt (Antwerpse Biljartacademie)        | 2  | 50   | 36    | 1,388 | 6  |
| 1     | Rudolf Apelt (Berliner Billardfreunde 1921)         | 0  | 34   | 36    | 0,944 | 3  |
| 2     | Maurice van der Spiegel (Antwerpse Biljartacademie) | 0  | 37   | 55    | 0,672 | 6  |
| 2     | Franz Matuszewski (Berliner Billardfreunde 1921)    | 2  | 50   | 55    | 0,909 | 8  |
| 3     | John Kluger (Antwerpse Biljartacademie)             | 2  | 50   | 69    | 0,724 | 3  |
| 3     | K. Ahrens (Berliner Billardfreunde 1921)            | 0  | 35   | 69    | 0,507 | 8  |
| 4     | Cornelis Hartendorp (Antwerpse Biljartacademie)     | 2  | 50   | 71    | 0,704 | 4  |
| 4     | P. Krätzer (Berliner Billardfreunde 1921)           | 0  | 23   | 71    | 0,323 | 3  |

| Abschluss                    |    |      |       |       |       |       |    |
| Name                         | PP | Pkt. | Aufn. | MGD   | BMD   | BED   | HS |
| Antwerpse Biljartacademie    | 6  | 187  | 231   | 0,809 | 0,809 | 1,388 | 6  |
| Berliner Billardfreunde 1921 | 2  | 142  | 231   | 0,614 | -     | 0,909 | 8  |

### Halbfinale 1 (Rückspiel) am 16. Mai 1959 in Berlin
| Spiel | Name                                                | PP | Pkt. | Aufn. | ED    | HS |
| ----- | --------------------------------------------------- | -- | ---- | ----- | ----- | -- |
| 1     | Rudolf Apelt (Berliner Billardfreunde 1921)         | 0  | 22   | 46    | 0,478 | 4  |
| 1     | René Vingerhoedt (Antwerpse Biljartacademie)        | 2  | 50   | 46    | 1,086 | 7  |
| 2     | Franz Matuszewski (Berliner Billardfreunde 1921)    | 0  | 27   | 70    | 0,385 | 4  |
| 2     | Maurice van der Spiegel (Antwerpse Biljartacademie) | 2  | 50   | 70    | 0,714 | 5  |
| 3     | K. Ahrens (Berliner Billardfreunde 1921)            | 2  | 50   | 85    | 0,588 | 4  |
| 3     | John Kluger (Antwerpse Biljartacademie)             | 0  | 46   | 85    | 0,541 | 5  |
| 4     | P. Krätzer (Berliner Billardfreunde 1921)           | 0  | 43   | 82    | 0,524 | 7  |
| 4     | Cornelis Hartendorp (Antwerpse Biljartacademie)     | 2  | 50   | 82    | 0,609 | 4  |

| Abschluss                    |    |      |       |       |       |       |    |
| Name                         | PP | Pkt. | Aufn. | MGD   | BMD   | BED   | HS |
| Berliner Billardfreunde 1921 | 2  | 142  | 283   | 0,501 | -     | 0,588 | 7  |
| Antwerpse Biljartacademie    | 6  | 196  | 283   | 0,692 | 0,692 | 1,086 | 7  |

## Finale

### Hinspiel 20. Juni 1959 in Paris
| Spiel | Name                                                | MP | Pkt. | Aufn. | ED    | HS |
| ----- | --------------------------------------------------- | -- | ---- | ----- | ----- | -- |
| 1     | René Vingerhoedt (Antwerpse Biljartacademie)        | 2  | 50   | 80    | 0,625 | 4  |
| 1     | António Ventura (Billar Club de Barcelona)          | 0  | 39   | 80    | 0,487 | 4  |
| 2     | Maurice van der Spiegel (Antwerpse Biljartacademie) | 2  | 50   | 86    | 0,580 | 4  |
| 2     | Claudio Nadal (Billar Club de Barcelona)            | 0  | 43   | 86    | 0,500 | 5  |
| 3     | John Kluger (Antwerpse Biljartacademie)             | 0  | 47   | 111   | 0,413 | 4  |
| 3     | S. Sitjes (Billar Club de Barcelona)                | 2  | 50   | 111   | 0,450 | 4  |
| 4     | Cornelis Hartendorp (Antwerpse Biljartacademie)     | 0  | 40   | 73    | 0,512 | 3  |
| 4     | M. Soler (Billar Club de Barcelona)                 | 2  | 50   | 73    | 0,641 | 4  |

| Abschluss                 |    |      |       |       |       |       |    |
| Name                      | PP | Pkt. | Aufn. | MGD   | BMD   | BED   | HS |
| Antwerpse Biljartacademie | 4  | 187  | 350   | 0,534 | 0,534 | 0,625 | 4  |
| Billar Club de Barcelona  | 4  | 182  | 350   | 0,520 | 0,520 | 0,641 | 5  |

### Rückspiel 21. Juni 1959 in Paris
| Spiel | Name                                                | PP | Pkt. | Aufn. | ED    | HS |
| ----- | --------------------------------------------------- | -- | ---- | ----- | ----- | -- |
| 1     | António Ventura (Billar Club de Barcelona)          | 0  | 37   | 73    | 0,506 | 4  |
| 1     | René Vingerhoedt (Antwerpse Biljartacademie)        | 2  | 50   | 73    | 0,684 | 4  |
| 2     | Claudio Nadal (Billar Club de Barcelona)            | 2  | 50   | 74    | 0,675 | 4  |
| 2     | Maurice van der Spiegel (Antwerpse Biljartacademie) | 0  | 47   | 74    | 0,653 | 5  |
| 3     | S. Sitjes (Billar Club de Barcelona)                | 0  | 47   | 97    | 0,484 | 4  |
| 3     | John Kluger (Antwerpse Biljartacademie)             | 2  | 50   | 97    | 0,515 | 4  |
| 4     | M. Soler (Billar Club de Barcelona)                 | 0  | 35   | 85    | 0,411 | 4  |
| 4     | Cornelis Hartendorp (Antwerpse Biljartacademie)     | 2  | 50   | 85    | 0,588 | 5  |

| Abschluss                      |     |      |       |       |       |       |    |
| Name                           | PP  | Pkt. | Aufn. | MGD   | BMD   | BED   | HS |
| Billar Club de Barcelona       | 2:6 | 169  | 329   | 0,513 | -     | 0,675 | 4  |
| Académie Anversoise de Billard | 6:2 | 197  | 329   | 0,598 | 0,598 | 0,684 | 5  |

## Abschlusstabelle 1958/59
| MP    | Match Points (Sieger = 2; Unentschieden = 1; Verlierer = 0) |
| Pkte. | Erzielte Karambolagen                                       |
| Aufn. | Benötigte Versuche                                          |
| GD    | Generaldurchschnitt                                         |
| BED   | Bester Einzeldurchschnitt eines Spielers                    |
| HS    | Höchstserie                                                 |
|       | Bester GD des Turniers                                      |
|       | Bester ED des Turniers                                      |
|       | Beste HS des Turniers                                       |
|       | 1. Platz (Gold)                                             |
|       | 2. Platz (Silber)                                           |
|       | 3. Platz (Bronze)                                           |

| Phase      | Platz | Name                         | PP    | Pkt. | Aufn. | MGD   | BMD   | HS |
| ---------- | ----- | ---------------------------- | ----- | ---- | ----- | ----- | ----- | -- |
| Finale     | 1     | Antwerpse Biljartacademie    | 22:10 | 772  | 1198  | 0,644 | 0,809 | 7  |
| Finale     | 2     | Billar Club de Barcelona     | 6:10  | 351  | 684   | 0,513 | 0,520 | 2  |
| Halbfinale | 3     | Berliner Billardfreunde 1921 | 4:12  | 284  | 514   | 0,552 | -     | 8  |